# درک جانسون (ورزشکار)
درک جانسون (انگلیسی: Derek Johnson; ۵ ژانویهٔ ۱۹۳۳ – ۳۰ اوت ۲۰۰۴) ورزشکار دو و میدانی اهل بریتانیا بود.